# Roșiori (Bacău)
Roşiori è un comune della Romania di 2 284 abitanti, ubicato nel distretto di Bacău, nella regione storica della Moldavia.
Il comune è formato dall'unione di 6 villaggi: Negușeni, Misihănești, Roșiori, Poieni, Valea Mare, Valea Mică.